# Église messianique mondiale

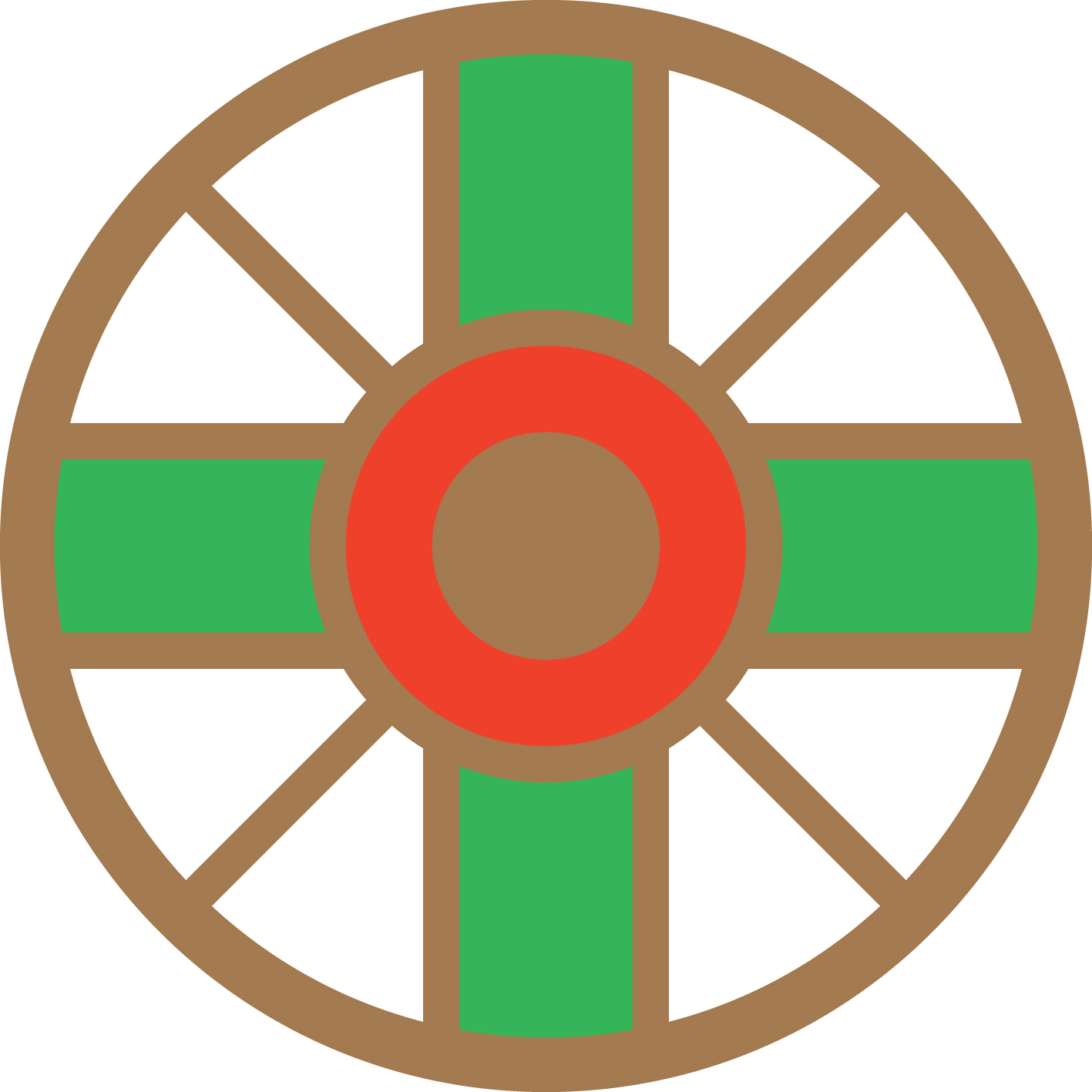
Symbole de l'Église messianique mondiale

L'Église messianique mondiale (世界救世教Sekai Kyūsei Kyō en japonais ), en abrégé COWM, est une nouvelle religion japonaise fondée en 1935 par Mokichi Okada. Il existe trois piliers de la religion, dont le concept clé est la pratique du Johrei, une méthode qui permettrait de canaliser la lumière divine dans le corps d'autrui à des fins de guérison. D'autres pratiques sont promues comme l'Art de la nature, qui comprend l'agriculture naturelle, et l'Art de la beauté, qui comprend des pratiques telles que l'Ikebana, une forme d'arrangement floral japonais. En 1926, Okada a affirmé avoir reçu une révélation divine qui lui aurait permis d'être un canal de la lumière de guérison de Dieu (le Johrei) pour purifier le royaume spirituel afin d'éliminer les causes spirituelles de la maladie, la pauvreté et les conflits du monde et inaugurer un nouvel âge messianique. Il a ensuite enseigné le Johrei à ses disciples pour leur permettre d'atteindre la "messianité" et de diffuser ses enseignements à travers le monde. Les membres sont autorisés à canaliser le Johrei en portant un pendentif O-Hikari contenant une copie de l'une des calligraphies de Mokichi Okada. Il est souvent appelé « Meishu-Sama » (Le Seigneur de la Lumière) par ses disciples.
L'enseignement d'Okada est présenté dans un certain nombre de ses ouvrages tels que "Foundation of Paradise" et "Johrei : Divine Light of Salvation", qui a été édité et traduit par la Société du Johrei, une émanation de la COWM.
Le mouvement revendique actuellement 800 000 adeptes, dont de nombreux Brésiliens. Un autre mouvement, la Shinji Shumeikai (神慈秀明会), également connu sous le nom de Shumei, suit également les enseignements d'Okada et est considéré comme une branche de l'église messianique par les Centers for Apologetics Research (CFAR)
Selon l'anthropologue des religions, Winston Davis, les groupes Mahikari sont comparables à l'Église messianique mondiale et suivent fondamentalement le même rituel de guérison.

## Au Brésil

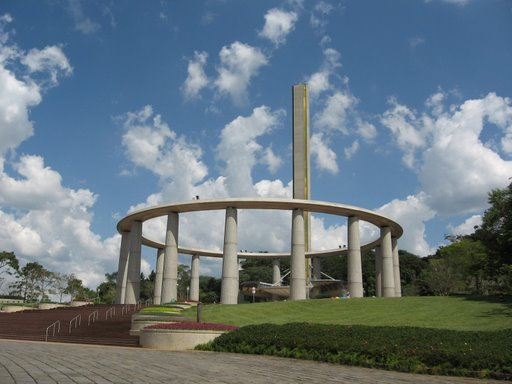
Église Messianique Mondiale à Guarapiranga.

Les Brésiliens japonais constituent la plus grande diaspora japonaise en dehors du Japon. Selon Hideaki Matsuoka de l'Université de Californie à Berkeley, dans une présentation à la Conférence des études asiatiques au Japon de l'été 2000 intitulée "Messianity Makes the Person Useful: Describing Differences in a Japanese Religion in Brazil," Japanese (La messianité rend la personne utile : décrire les différences dans une religion japonaise au Brésil), les nouvelles religions japonaises se sont propagées au Brésil depuis le années 1930 et comptent aujourd’hui au moins un million d’adeptes brésiliens non japonais. Les quatre principales religions d'origine japonaise classées selon le nombre d'adeptes sont le Seicho-no-Ie, l'Église messianique mondiale, le Mahikari et le PL Kyodan.
Au Brésil, Guarapiranga est le lieu sacré de l'Église Messianique mondiale.

## Remarques
1. ↑  « Centers for Apologetics Research (CFAR) – International Countercult Ministries > Search Groups » [archive du 6 juin 2011] (consulté le 6 juin 2011)
2. ↑  Winston Davis, DOJO: Magic and Exorcism in Modern Japan, Stanford University Press, 1980, 75–76 (ISBN 0-8047-1131-3, lire en ligne)